# Pequena Coroa de Diamante da Rainha Vitória

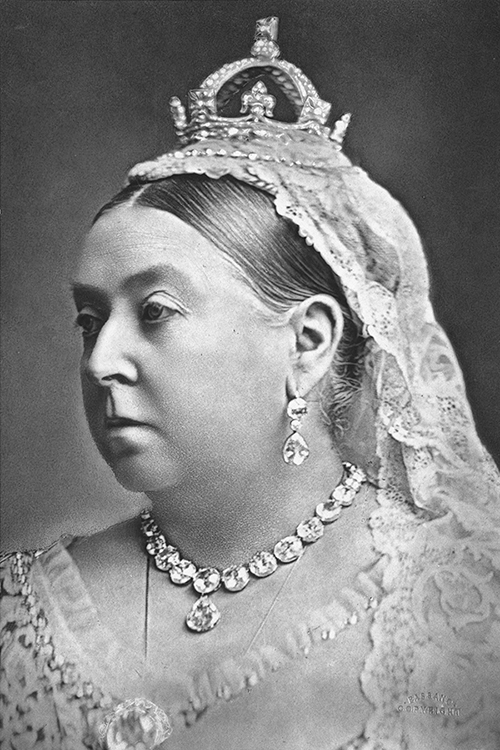
Rainha Vitória, 1887.

A Pequena Coroa de Diamante da Rainha Vitória é uma miniatura da Coroa Imperial do Estado feita a pedido da Rainha Vitória em 1870 para usar o chapéu de viúva após a morte de seu marido, o Príncipe Alberto. Foi talvez a coroa mais associada com a rainha e é uma das jóias da coroa em exposição pública na casa de jóias na Torre de Londres.

## História
Após a morte do príncipe Alberto de Saxe-Coburgo-Gota, marido de Vitória, em 1861, a rainha Victoria retirou-se da vida pública e usava um conjunto preto e branco coloquialmente conhecido como ervas daninhas da viúva, que ela continuou a usar até sua morte em 1901. Por pressão do governo, ela voltou a público em 1870. No entanto, ela se recusou a usar sua Coroa Imperial de Estado novamente, em parte porque ela achou pesado e desconfortável de usar, e em parte porque teria sido impossível usar em cima da tampa de sua viúva . A nova coroa pequena foi criada como substituta, atendendo tanto aos deveres cerimoniais de um monarca quanto à própria forma de se vestir como viúva. Foi fabricado em março de 1870 pelos joalheiros da coroa, Garrard & Co.

## Design
Embora diminutiva, a coroa de prata segue o design padrão das coroas britânicas. É constituído por dois arcos que se juntam num monde encimado por uma cruz. Cada um dos arcos é executado a partir de uma cruz pattée ao longo da borda da base. Entre cada cruz pattée e uma flor-de-lis. Por causa de seu pequeno tamanho - 9 cm (3 1⁄2 in) de diâmetro e 10 cm (4 in) de altura - a coroa não possui tampa interna. Ele contém 1.162 diamantes brilhantes e 138 de lapidação rosa pesando 132 quilates (26,4 g) que foram retirados de um grande colar que pertence à rainha. Ao contrário das pedras preciosas coloridas, os diamantes eram vistos como aceitáveis no luto. A coroa pesa 160 g (5 3⁄4 oz) no total.

## Uso
A Rainha Vitória usou pela primeira vez sua nova coroa na Abertura Estadual do Parlamento em 9 de fevereiro de 1871. Ela usava com frequência menos os arcos como uma argola ou coroa aberta.

## Após Vitória
A coroa pertencia pessoalmente à Rainha Vitória, e não à Coroa, e portanto não fazia parte das Joias da Coroa. Vitória deixou para a coroa em seu testamento. Subsequentemente foi usado em ocasiões pela rainha consorte, Alexandra da Dinamarca (1901–1910) e depois dela pela próxima rainha consorte, Maria de Teck (1910–1936). Após a morte do marido de Maria, Jorge V, ela parou de usar a coroa. Quando a nova rainha consorte, Elizabeth Bowes-Lyon (1936-1952), decidiu não usar a Pequena Coroa Diamante, ela foi depositada pelo bisneto da rainha Vitória, Jorge VI, na Jewel House, na Torre de Londres, onde permanece em exibição pública.